# Farmeria metzgerioides
Farmeria metzgerioides là một loài thực vật có hoa trong họ Podostemaceae. Loài này được (Trimen) Willis ex Hook.f. mô tả khoa học đầu tiên năm 1900.